# Aéroport international Francisco Bangoy
L'Aéroport international Francisco Bangoy (Tagalog : Paliparang Pandaigdig ng Francisco Bangoy, cebuano : Tugpahanang Pangkalibutan sa Francisco Bangoy) (code IATA : DVO • code OACI : RPMD) est un aéroport qui dessert Davao, aux Philippines.

## Histoire
L'aéroport a été créé dans les années 1940 sur un terrain donné par Franciso Bangoy, le patriarche d'une famille influente de la région. Jusque dans les années 1950, il a été utilisé à la fois par la Force aérienne philippine et par la compagnie Philippine Airlines.
Un nouveau terminal d’une capacité de 2 millions de passagers par an a été inauguré en 2003, l’ancien terminal restant inutilisé. Cependant, dix ans après cette inauguration, le trafic atteint 2,7 millions de passagers en 2013, tant et si bien que le conseil régional pour le développement de Davao réfléchit en 2015 à un déménagement de l’aéroport, une extension du terminal existant étant rendue difficile par le tissu urbain à proximité. L’une des solutions étudiées serrait de développer  un nouvel aéroport sur l’ile voisine de Samal et de construire un pont entre cette dernière et Davao.

## Situation
| \| 100 km1:11 581 000 \| Sicogon Bacolod Bancasi Basco Busuanga-Coron Calbayog Camiguin Catarman Caticlan Clark Cotabato Cuyo Davao Dipolog General · Santos Iloilo Jolo Kalibo Cagayan de Oro Laoag Legazpi Mactan-Cebu Manille Marinduque Masbate Naga Ormoc Pagadian Puerto · Princesa Roxas Tacloban Sanga · Sanga Sayak Sibulan Subic Bay Surigao San José Bohol Tandag Tugdan Tuguegarao Virac Zamboanga |
| 100 km1:11 581 000 |

## Compagnies et destinations
| Compagnies          | Destinations |
| ------------------- | --- |
| Cebu Pacific        | Bacolod-Silay, Bangkok-Don Muang, Malay P. Ramos (en), , Mactan-Cebu, Hong Kong, Iloilo, Manille-N. Aquino, Puerto Princesa, Tacloban, Bohol–Panglao, Zamboanga (en) |
| Cebgo               | Cagayan de Oro-Laguindingan, Mactan-Cebu, Siargao (en), Zamboanga (en)                                                                                               |
| Philippine Airlines | Mactan-Cebu, Manille-N. Aquino |
| PAL Express         | Mactan-Cebu, Manille-N. Aquino, Iloilo, Zamboanga (en) |
| Philippines AirAsia | Manille-N. Aquino |
| Qatar Airways       | Doha-Hamad |
| Scoot               | Singapour-Changi |

Édité le 16/11/2024